# Ophichthinae
Ophichthinae – podrodzina ryb z rodziny żmijakowatych (Ophichthidae).

## Systematyka
Do podrodziny należą następujące rodzaje:

- Allips McCosker, 1972 – jedynym przedstawicielem jest Allips concolor McCosker, 1972
- Aplatophis Böhlke, 1956
- Aprognathodon Böhlke, 1967 – jedynym przedstawicielem jest Aprognathodon platyventris Böhlke, 1967
- Apterichtus Duméril, 1805
- Bascanichthys Jordan & Davis, 1891
- Brachysomophis Kaup, 1856
- Caecula Vahl, 1794 – jedynym przedstawicielem jest Caecula pterygera Vahl, 1794
- Callechelys Kaup, 1856
- Caralophia Böhlke, 1955 – jedynym przedstawicielem jest Caralophia loxochila Böhlke, 1955
- Chauligenion McCosker & Okamoto, 2016 – jedynym przedstawicielem jest Chauligenion camelopardalis McCosker & Okamoto, 2016
- Cirrhimuraena Kaup, 1856
- Cirricaecula Schultz, 1953
- Dalophis Rafinesque, 1810
- Echelus Rafinesque, 1810
- Echiophis Kaup, 1856
- Ethadophis Rosenblatt & McCosker, 1970
- Evips McCosker, 1972 – jedynym przedstawicielem jest Evips percinctus McCosker, 1972
- Gordiichthys Jordan & Davis, 1891
- Hemerorhinus Weber & de Beaufort, 1916
- Herpetoichthys Kaup, 1856
- Hyphalophis McCosker & Böhlke, 1982 – jedynym przedstawicielem jest Hyphalophis devius McCosker & Böhlke, 1982
- Ichthyapus Brisout de Barneville, 1847
- Kertomichthys McCosker & Böhlke, 1982 – jedynym przedstawicielem jest Kertomichthys blastorhinos (Kanazawa, 1963)
- Lamnostoma Kaup, 1856
- Leiuranus Bleeker, 1852
- Leptenchelys Myers & Wade, 1941 – jedynym przedstawicielem jest Leptenchelys vermiformis Myers & Wade, 1941
- Letharchus Goode & Bean, 1882
- Lethogoleos McCosker & Böhlke, 1982 – jedynym przedstawicielem jest Lethogoleos andersoni McCosker & Böhlke, 1982
- Leuropharus Rosenblatt & McCosker, 1970 – jedynym przedstawicielem jest Leuropharus lasiops Rosenblatt & McCosker, 1970
- Luthulenchelys McCosker, 2007 – jedynym przedstawicielem jest Luthulenchelys heemstraorum McCosker, 2007
- Malvoliophis Whitley, 1934 – jedynym przedstawicielem jest Malvoliophis pinguis (Günther, 1872)
- Myrichthys Girard, 1859
- Mystriophis Kaup, 1856
- Ophichthus Ahl, 1789
- Ophisurus Lacépède, 1800
- Paraletharchus McCosker, 1974
- Phaenomonas Myers & Wade, 1941
- Phyllophichthus Gosline, 1951 – jedynym przedstawicielem jest Phyllophichthus xenodontus Gosline, 1951
- Pisodonophis Kaup, 1856
- Quassiremus Jordan & Davis, 1891
- Rhinophichthus McCosker, 1999 – jedynym przedstawicielem jest Rhinophichthus penicillatus McCosker, 1999
- Scytalichthys Jordan & Davis, 1891 – jedynym przedstawicielem jest Scytalichthys miurus (Jordan & Gilbert, 1882)
- Stictorhinus Böhlke & McCosker, 1975 – jedynym przedstawicielem jest Stictorhinus potamius Böhlke & McCosker, 1975
- Suculentophichthus Fricke, Golani & Appelbaum-Golani, 2015 – jedynym przedstawicielem jest Suculentophichthus nasus Fricke, Golani & Appelbaum-Golani, 2015
- Xestochilus McCosker, 1998 – jedynym przedstawicielem jest Xestochilus nebulosus (Smith, 1962)
- Xyrias Jordan & Snyder, 1901
- Yirrkala Whitley, 1940